# La mia corsa
La mia corsa è un album della cantante Anna Oxa, pubblicato nel 1984 dall'etichetta discografica CBS.
L'album viene pubblicato a seguito della terza partecipazione della cantante al Festival di Sanremo con Non scendo.
Tra gli altri brani Mai dire mai, Primo amore come stai, 2093 ed Eclissi totale, uno dei vincitori dell'edizione di quell'anno della manifestazione Azzurro.

## Tracce
1. Non scendo – 3:55 (testo: Oscar Avogadro – musica: Mario Lavezzi)
2. La mia corsa – 3:56 (testo: Aldo Tagliapietra, Ennio Favaretto – musica: Aldo Tagliapietra)
3. 2093 – 3:32 (testo: Oscar Avogadro – musica: Franco Serafini)
4. Scaldandoci il cuore – 3:19 (testo: Oscar Avogadro – musica: Mario Lavezzi)
5. Colpo di fulmine – 3:38 (testo: Enrico Ruggeri – musica: Luigi Schiavone)
6. Eclissi totale – 3:15 (testo: Oscar Avogadro – musica: Mario Lavezzi)
7. Mai dire mai – 4:13 (Maurizio Piccoli)
8. Le tue ali – 4:05 (testo: Daniele Pace, Oscar Avogadro – musica: Mario Lavezzi)
9. Tornerai – 3:48 (testo: Oscar Avogadro – musica: Bruno Tavernese)
10. Primo amore come stai – 2:26 (testo: Oscar Avogadro – musica: Piero Cassano)

## Formazione
- Anna Oxa – voce
- Mario Lavezzi – chitarra
- Alfredo Golino – batteria, percussioni
- Aldo Banfi – sintetizzatore, programmazione
- Beppe Cantarelli – chitarra, cori
- Stefano Cerri – basso
- Matteo Fasolino – tastiera
- Hugo Heredia – sax
- Giulia Fasolino – cori